# Stacey Donovan
Stacey Donovan (ur. 9 października 1964 w Encino) – amerykańska modelka i gwiazdka filmów pornograficznych z lat 80. i wczesnych 90.

## Życiorys

### Wczesne lata
Urodziła się w Encino w stanie Kalifornia. Stacey wychowywała się w rodzinie katolickiej i nie miała żadnych doświadczeń seksualnych przed występami w filmach dla dorosłych i nauczyła się wszystkiego na planie. Jej matka dowiedziała się o jej karierze, ale jej ojciec wtedy nic nie wiedział. Stwierdziła, że jeśli się dowie, że już nigdy z nią nie zamieni słowa.

### Kariera
Była modelką grającą w reklamach, m.in. Swatch Group. Trafiła także na okładkę magazynu dla nastolatek „Eighteen”. Wielu jej fotografów ostrzegało, by nie brała udziału w filmach dla dorosłych. Powiedzieli jej, że jest dla nich za piękna i że przemysł porno ją zniszczy. Nie posłuchała i w 1983 roku jako dziewiętnastolatka rozpoczęła karierę w branży porno. Podczas występów w filmach posługiwała się następującymi pseudonimami: Stacy Donovan, Staci Donovan, Traci Donovan, Tracy Donovan, Tracey Donovan, Ashley Britton, Ashly Britton, Kelly Howe, Kelly Howell, Cal Culver i Camilla. W listopadzie 1985 wzięła udział w sesji zdjęciowej dla magazynu „High Society”.
W 1986 wzięła udział w reportażu telewizji KNBC pt.: Confessions of a Porn Star (Wyznania gwiazdy porno), gdzie zdradziła niewygodne dla branży szczegóły. Pomimo że obraz jej twarzy był zamazany, wskutek błędu realizatorskiego, nie uniknęła rozpoznania, gdy za mocno się wychyliła. Była także informatorką w dochodzeniu prokuratora generalnego USA na temat pornografii, tzw. „The Meese Report” (Raport Meesego) dla Meese Commission. Oba te fakty spowodowały, że przestała być mile widziana w branży pornograficznej, co przyspieszyło zakończenie jej kariery. Donovan zakończyła swoją pięcioletnią karierę porno w 1988 roku, zagrała w ponad stu filmach, w tym Passage To Ecstasy (1985) z Harrym Reemsem, Lusty Adventurer (1985) z Amber Lynn i Jamiem Gillisem, Taste of Candy (1985) z Herschelem Savage'em i Paulem Thomasem, Moving In (1986) z Ronem Jeremym czy Dirty Dreams (1986) z Amber Lynn i Erikiem Edwardsem.

## Nagrody i nominacje
| Rok  | Nagroda    | Kategoria                | Film               | Inni wykonawcy | Rezultat  |
| ---- | ---------- | ------------------------ | ------------------ | -------------- | --------- |
| 1985 | XRCO Award | Lisica wideo             | –                  | –              | Nominacja |
| 1985 | XRCO Award | Lubieżna scena lesbijska | Dirty Girls (1984) | Cody Nicole    | Nominacja |